# Araniella displicata
Araniella displicata là một loài nhện trong họ Araneidae. Chúng thường được tìm thấy ở Bắc Mỹ, Châu Âu, từ Nga đến Kazakhstan, Trung Quốc, Hàn Quốc và Nhật Bản.